# Christiane Tietz
 (mai 2023).
Christiane Tietz, née le 20 avril 1967, est une théologienne protestante allemande travaillant en Suisse.

## Biographie
Christian Tietz naît le 20 avril 1967.
Elle étudie les mathématiques et la théologie protestante à l'université de Francfort-sur-le-Main et à l'université de Tübingen.
De 1997 à 2006, elle travaille comme assistante à l'Institut d'herméneutique de l'université de Tübingen, où elle obtient son doctorat en 1999, puis son habilitation en 2004. De 2006 à 2008, elle est boursière Heisenberg de la Fondation allemande pour la recherche. À partir de 2008, elle est professeur de théologie systématique et d'éthique sociale à l'université de Mayence.
Depuis août 2013, elle est professeur de théologie systématique à l'Institut d'herméneutique et de philosophie de la religion de la Faculté de théologie de l'université de Zurich.
De 2010 à 2013, elle est membre du Conseil de l'EKD.

## Publications
Disciple d’Eberhard Jüngel (1934-2021), elle est considérée comme étant une spécialiste mondiale de Dietrich Bonhoeffer (1906-1945), et du rapport entre politique et théologie dans l’Allemagne des années 1930.
- Bonhoeffers Kritik der verkrümmten Vernunft. Eine erkenntnistheoretische Untersuchung (Beiträge zur historischen Theologie 112). Mohr Siebeck, Tübingen 1999,  (ISBN 3-16-147187-3).
- Freiheit zu sich selbst. Entfaltung eines christlichen Begriffs von Selbstannahme (Forschungen zur systematischen und ökumenischen Theologie, Band 111). Vandenhoeck & Ruprecht, Göttingen 2005,  (ISBN 3-525-56339-6).
- Martin Luther im interkulturellen Kontext. (Interkulturelle Bibliothek, Band 110). Traugott Bautz, Nordhausen 2008,  (ISBN 978-3-88309-294-2).
- Leid und Schicksal. In: Wolfgang Kraus, Bernd Schröder (Hrsg.):  Kulturelle Grundlagen Europas. Grundbegriffe. Lit, Berlin 2012,  (ISBN 978-3-643-11862-2), S. 39–52.
- Dietrich Bonhoeffer. Theologe im Widerstand. C. H. Beck, München 2013,  (ISBN 978-3-406-64508-2).
- Karl Barth. Une vie à contre courant. (2018) Genève, Labor et Fides, 2023  (ISBN 978-2-8309-1805-2)[3].
- „Die Spiegelschrift Gottes ist schwer zu lesen“. Beiträge zur Theologie Dietrich Bonhoeffers. Gütersloher Verlagshaus, Gütersloh 2021,  (ISBN 978-3-579-05853-5).